# Aorta dorsalis

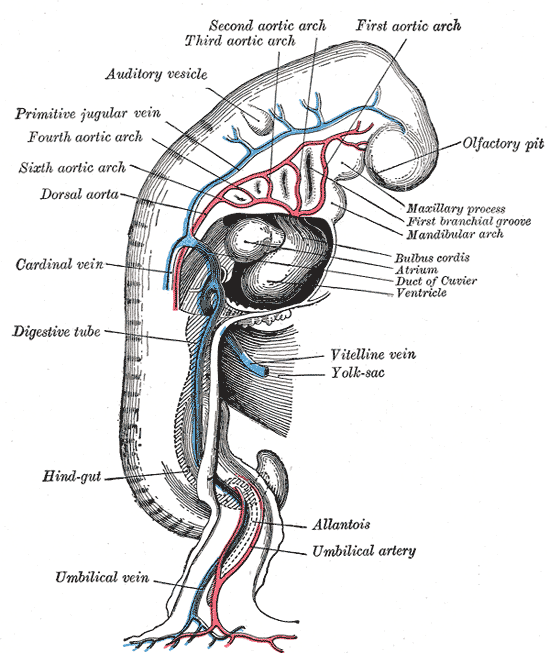
Schema der fetalen Blutgefäße

Die Aorta dorsalis (lat. für ‚rückenseitige Hauptschlagader‘) ist ein bei Föten von Wirbeltieren zumeist paarig angelegtes Blutgefäß unterhalb des Neuralrohrs. Beim menschlichen Fötus verschmelzen beide Dorsalaorten im hinteren Körperbereich Ende der vierten Schwangerschaftswoche und bilden die definitive Aorta descendens. Die Aorta dorsalis ist im Bereich des Kiemendarms über die sechs Kiemenbogenarterien mit der Aorta ventralis verbunden. Die linke und rechte Aorta dorsalis bilden sich zwischen drittem und viertem Kiemenbogen zurück. Der verbleibende Teil der linken Aorta dorsalis bildet zusammen mit der vierten Kiemenbogenarterie den Aortenbogen. Die rechte Aorta dorsalis bildet nur einen Teil der Arteria subclavia dextra. Die beiden Dorsalaorten kopfwärts der Rückbildungsstelle bilden zusammen mit der dritten Kiemenbogenarterie die jeweilige Arteria carotis interna. 
Von den Dorsalarterien entspringen drei Gruppen von Blutgefäßen:
- Die Arteriae intersegmentales dorsales entspringen rückenseitig und versorgen die Leibeswand.
- Die Arteriae splanchnici laterales sind die seitlichen Eingeweidearterien (Urnierenarterien).
- Die Arteriae splanchnici ventrales sind die bauchseitigen Eingeweidearterien. Sie bilden die Dottersackarterien (Aa. vitellinae), den Truncus coeliacus, die A. mesenterica superior und inferior, die Allantoisarterie (A. allantoica) und die Nabelarterie (A. umbilicalis).